# G.A. van Oorschot
Gerardus Adriaan (Geert) van Oorschot (Vlissingen, 15 augustus 1909 - Baambrugge, 18 december 1987) was een Nederlands uitgever, schrijver en dichter. Als auteur van fictioneel proza is hij bekend onder het pseudoniem R.J. Peskens.

## Levensloop
Na het behalen van zijn HBS-diploma werkte Van Oorschot enige tijd als havenarbeider in Rotterdam. In die tijd radicaliseerde hij en schreef revolutionair getinte gedichten. Hij debuteerde als dichter onder zijn eigen naam in Links Richten met socialistische verzen. Zijn poëzie werd gebundeld in De turfgravers (1930) en Gevangenis (1932). Als dienstweigeraar bracht Van Oorschot enige tijd door in de strafgevangenis van Scheveningen, waar hij tot het inzicht kwam dat hij geen goed dichter was. Begin jaren dertig begon hij een colportageboekhandel om schrijvers en dichters die hij wél de moeite waard vond aan de man te brengen.
In 1932 trouwde hij met Jantina Smit, met wie hij twee zoons kreeg: Geert (1933-2005) en Levien (1937). Vrij spoedig daarna werd hij vertegenwoordiger van uitgever A.A.M. Stols, bij wie hij tevens de beginselen van het uitgeversvak leerde. In 1939 stapte hij over naar uitgever Emanuel Querido. Toen deze na de Duitse inval gedwongen werd uit zijn bedrijf te stappen, benoemde hij Van Oorschot tot directeur. Dit bleef hij totdat het bedrijf in 1944 op last van de bezetter moest worden geliquideerd. In 1943 scheidde hij van zijn eerste vrouw en hertrouwde met Hillechiena (Hillie) Munneke (Onstwedde 13 juli 1920 - Baambrugge 28 augustus 1979), met wie hij ook twee zoons kreeg: Guido (1944-1963) en Wouter (1952). Kort na de bevrijding betrokken zij een huurpand aan de Amsterdamse Herengracht en vestigde Van Oorschot zich als zelfstandig uitgever.

## Uitgever

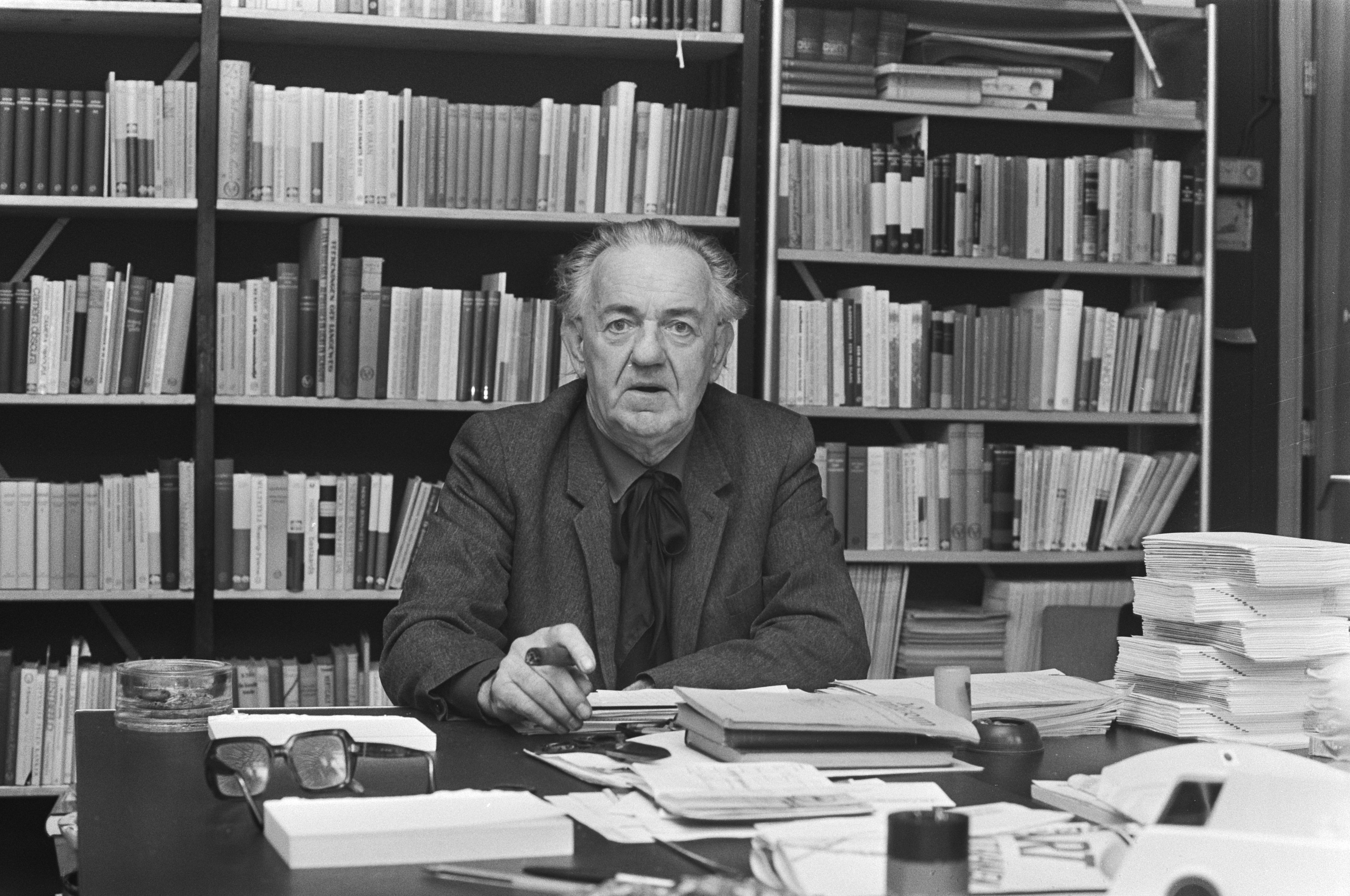
Van Oorschot (1976)

Hij verwierf zich weldra een uitstekende naam met een literair fonds. Hiertoe behoorden bekende auteurs als Multatuli, Couperus, Leopold, Ter Braak en Du Perron, uitgegeven in door Helmut Salden prachtig verzorgde dundrukedities, maar ook nieuw talent als Hans Lodeizen, G.K. van het Reve en W.F. Hermans. Tussen 1960 en 1970 verschenen bij Van Oorschot veel romans en verhalen van onder meer Emants, Van Oudshoorn, Hermans, Nescio, Reve, Theo Thijssen in de budgetreeks De Witte Olifant. Essayistiek en autobiografisch proza werden door Van Oorschot in diezelfde periode uitgegeven in de Stoa reeks. Van deze reeks werden Reves brievenboeken Op weg naar het einde (1963) en Nader tot U (1966) het bekendst.
Sinds 1957 verschijnt bij Van Oorschot het literaire tijdschrift Tirade, de opvolger van Libertinage. Tirade bood en biedt een podium aan gevestigde en debuterende dichters, schrijvers en essayisten, van Albert Alberts, Elisabeth Eybers, Herman de Coninck, Rutger Kopland en Judith Herzberg, (die alle ook in boekvorm bij Van Oorschot debuteerden), tot Jeroen Brouwers, Fritzi Harmsen van Beek, Jan Wolkers en vele anderen. Na het opgaan van De Gids in het weekblad De Groene Amsterdammer in 2012 werd Tirade het oudste onafhankelijke literaire tijdschrift in Nederland.
Een bijzonder project van de flamboyante Van Oorschot was vanaf 1953 de Russische Bibliotheek, een dundrukreeks met de verzamelde werken van beroemde negentiende-eeuwse schrijvers als Poesjkin, Gogol, Dostojevski, Toergenjev, Tolstoj en Tsjechov, in veelgeprezen vertalingen van Charles B. Timmer, Karel van het Reve e.a. Hoewel de reeks in 1973 'voltooid' werd verklaard, werd de Russische Bibliotheek in later jaren uitgebreid met werk van twintigste-eeuwse auteurs als Achmatova, Babel, Boenin, Majakovski, Pasternak, Paustovski, Platonov en Tsvetajeva. Zij omvat intussen ruim vijftig delen en is nog grotendeels leverbaar. Literaire kwaliteit stond voor Van Oorschot steeds voorop en hij schuwde daarbij zakelijk risico niet. Zo publiceerde hij tussen 1979 en 1984 het verzameld werk van Belle van Zuylen in tien delen dundruk in het Frans, onder haar (huwelijkse) naam Isabelle de Charrière. Ook het 1200 bladzijden tellende debuut van J.J. Voskuil, de roman Bij nader inzien, kreeg bij Van Oorschot een kans, zij het dat hij daarvoor wel een geldschieter zocht die hij vond in Loe van Oyen (1923-2014), aanbevolen door een vriend van Voskuil die voor die uitgave fl. 10.000 ter beschikking stelde. Voskuils roman Binnen de huid werd door Van Oorschot afgekeurd, hetgeen tot een breuk tussen uitgever en schrijver leidde, en werd pas na de dood van zowel uitgever als schrijver alsnog bij Uitgeverij Van Oorschot uitgegeven. De latere romans van Voskuil zijn hier eveneens gepubliceerd.

## Auteur
Geert van Oorschot heeft op latere leeftijd zelf ook verhalenbundels en romans gepubliceerd onder het pseudoniem R.J. Peskens.
Zijn bekendste, grotendeels autobiografische boeken, Twee vorstinnen en een vorst (1975) en Mijn tante Coleta (1976), behaalden tot zijn verrassing grote oplagen en werden in 1981 door Otto Jongerius verfilmd.

## Varia
- Ter gelegenheid van het 50-jarig bestaan van de uitgeverij verscheen Brieven van een uitgever waarvoor veel door hem uitgegeven dichters en schrijvers telkens twee van zijn brieven uitkozen en van een inleiding voorzagen. In die brieven steekt hij zijn opvattingen en inzichten zelden onder stoelen of banken.
- Na het jaar 2000 verschenen achtereenvolgens zijn correspondenties met W. F. Hermans, Gerard Reve en M. Vasalis
- Zijn broer Adriaan (1920-2004) was de televisiegoochelaar, acteur en televisiesinterklaas Adrie van Oorschot. Zijn zus Maria Adriana (1911-1996) was de actrice Mieke van Oorschot, die gehuwd was met Han Bentz van den Berg.
- Over Van Oorschot als vasthoudend verkoper van zijn boeken bij de boekhandelaren doen vele anekdotes de ronde. Verteld wordt dat zij elkaar waarschuwden zodra hij in de buurt was. Zij kochten van hem namelijk altijd meer dan zij van plan waren. Dat Van Oorschot eens bij een boekhandelaar een kist boeken door de etalageruit zou hebben gegooid omdat deze niets of te weinig wilde kopen, is een verzinsel van de schrijver Willem Frederik Hermans. Wel op waarheid berust (volgens zijn zoon Wouter) de anekdote dat Van Oorschot op een keer een boekhandelaar, die door een personeelslid had laten zeggen dat hij afwezig was, boven en achter in de winkel opmerkte. Hij wilde de trap opgaan en stapte pardoes door een glazen deur die hij niet had gezien. Dit verhaal lijkt op de anekdote die Adrie van Oorschot over zijn elf jaar oudere broer vertelde. Omstreeks 1935 zou Adrie hem eens hebben vergezeld als colporteur. Bij een groot landhuis in Wassenaar belden ze aan. Een dienstmeisje zei: "Meneer is niet thuis", waarop Geert van Oorschot antwoordde: "Dan is meneer zeker zijn kop vergeten, want die staat nog voor het raam". De heer des huizes verscheen in de deuropening in tenniskledij en kocht ten slotte voor 75 gulden aan boeken.
- Bij Martinus Nijhoff in Den Haag kon Van Oorschot zijn gang gaan en zelf de voorraad met zijn uitgaven aanvullen.
- De bekendste uitspraak van Geert van Oorschot was: "Slechte schrijvers gebruiken veel bijvoeglijke naamwoorden." Hoge ogen gooit ook: "Voor een vrouw die men liefheeft, behoort men elk faillissement te riskeren." Dit laatste zei hij bij de verschijning van het eerste deel van de volledige werken van Belle van Zuylen in het Frans (1979-1984, 10 delen).[6] De meest vileine uitspraak deed Van Oorschot in een interview in het weekblad De Nieuwe Linie: "Meneer Mullis, dat is vullis"
- Enkele jaren voor zijn dood had hij twee romans in handschrift voltooid: een sleutelroman over zijn belevenissen met Willem Frederik Hermans, Gerard Reve en de in de jaren vijftig van de twintigste eeuw zeer invloedrijke (radio-)boekbespreker P.H. Ritter jr., en De stad van Janus Stolk, gebaseerd op zijn Rotterdamse tijd (een vervolg op Mijn tante Coleta). Op zekere namiddag had hij de manuscripten, tezamen met een aantal dagboekbladen van de psychiater Louis Tas, in een aktetas in zijn auto laten liggen. De aktetas met inhoud werd gestolen, vermoedelijk door een van de talloze junks die zich destijds ophielden in de Utrechtsestraat, op steenworp afstand van de uitgeverij. Een aantal verregende dagboekbladen werd later die dag even verderop door zijn zoon Wouter teruggevonden op een trapje naar een souterrain. Een oproep in de Paroolrubriek "Vermist" om de manuscripten terug te bezorgen leverde niets op. Om onduidelijke redenen is dit verhaal jarenlang door speculanten in twijfel getrokken. Hieraan kwam pas in 2008 een einde door de publicatie van een brief van Van Oorschots advocaat mr. Hessel Bouman, in het literaire tijdschrift De Parelduiker. In deze brief schreef Bouman aan Van Oorschot dat er juridisch niet veel aan te doen was. Hoewel daartoe door intimi aangespoord, zag Van Oorschot er vanaf om beide werken opnieuw te schrijven: "Een schilderij kun je maar één keer schilderen".[7]
- Geert van Oorschot was een der initiatoren i.s.m. het Multatuli-Genootschap voor de oprichting van een Multatuli-standbeeld op de Torensluis te Amsterdam. Onthulling door koningin Beatrix op zaterdag 14 februari 1987.

## Onderscheidingen
Voor zijn verdiensten als uitgever ontving Van Oorschot in 1977 de Laurens Janszoon Costerprijs. In 1986 verleende de Universiteit van Tilburg hem een eredoctoraat in de letteren wegens zijn 'uitstekende verdiensten als ondernemer waarmee hij een belangrijk blijvende bijdrage heeft geleverd aan de Nederlandse literatuur'. Volgens de uitreikende prof. Hugo Verdaasdonk is daarmee bewezen dat zakelijke en artistieke overwegingen niet strijdig hoeven te zijn.

## Uitgeverij
Na het overlijden van Van Oorschot in 1987 werd de uitgeverij voortgezet door zijn zoon Wouter en Gemma Nefkens, die daar al sinds 1975 werkzaam was. In plaats van G.A. van Oorschot - Amsterdam kwam op de titelpagina's te staan: Uitgeverij G.A. van Oorschot - Amsterdam en nog weer later Uitgeverij Van Oorschot. Gemma Nefkens bleef als uitgeefster werkzaam tot 2008 en trad nadien als bestuurslid toe tot verschillende literaire organisaties, zoals de Stichting P.C. Hooftprijs voor Letterkunde, waarvan zij tot 2014 bestuursvoorzitter was.
In april 2015 keerde Nefkens terug bij Van Oorschot als lid van een collectief dat de uitgeverij overnam van Wouter van Oorschot en deze nog steeds bestuurt.

## Appendix
- Bibliothèque nationale de France: cb13520442w (data)
- Biografisch Portaal: 23800562
- Digitale Bibliotheek voor de Nederlandse Letteren: oors001
- Gemeinsame Normdatei: 11893340X
- International Standard Name Identifier: 0000 0001 2025 7135
- Library of Congress Control Number: n95064190
- Nederlandse Thesaurus van Auteursnamen: 070863431
- Système universitaire de documentation: 079579531
- Virtual International Authority File: 51796430
- WorldCat: E39PCjGvHgkvQ7BDHDWCV7dTgX